# 超前沿技術
超前沿技術（Bleeding edge technology）也稱為血刃科技，是具有風高險，還不一定可靠的技术，因此先行者要導入此技術時可能會有大量的支出。Bleeding edge一詞是由leading edge（前沿技術）和cutting edge（尖端技術）而出現的詞語。使用血刃科技有較大進步的機會，不過也可能因為不可靠的硬件或软件而有較大的風險。這個詞語第一次出現的記錄是在1983年，未具名的銀行職員用此描述美商存儲科技。
有一些超前沿技術可能會在後來成為主流技術。例如电子邮件（email）也曾視為是超前沿技術。

## 準則
技術會視為是超前沿技術的原因是有一定程度風險，若早期就採用的話可能會有顯著的損失，例如：
- 缺乏共識：會存在許多互相競爭，實現某個新事務的方式，沒什麼線索可以確定市場之後的走向[來源請求]。市場變化快速，消費者和企業可能會不清楚此一產品，以及此產品和已有技術的差異[2]，因此會造成一些快速的改變，而所謂的最佳實務更多是因為該技術的品質[3]。
- 缺乏測試：技術可能不可靠[2]，或完全沒有測試過[3]。
- 產業界不希望改變：產業領先者可能會反對一些新技術，但也會有一些組織因為其技術上較好，而希望實現該技術[來源請求]。

## 成本和效益
成功的在先期導入新技術，相較於其他公司，可以形成大量的比较优势，不過在标准之争中選錯邊或是選錯產品的機率也一樣大。不論組織決定要不要用超前沿技術，都有可能遇到白象或是更差的情形。
超前沿技術的電腦軟體（特別是开源软件）相當常見。开源软件發佈超前沿的新軟體是常見的作法，一般會是半成品，讓使用者可以確認、測試、並且提供意見（beta測試)。因此若使用者想要一些穩定版本還不支援的機能，可以選擇軟件版本週期的超前沿版本。這些使用者用穩定性、可靠度（可能也包括易用性）為代價，可是可以有較多、較新的機能。

## 目前例子
- 量子計算 [7]
- 通用人工智慧
- 脑机接口
- 3D生物列印
- 3D建築列印

## 外部連結
- 维基词典中的词条「bleeding edge」'
- Bad Blood: Secrets and Lies in a Silicon Valley Startup - a nonfiction book by journalist John Carreyrou, 5/21/2018, about the rise and fall of the firm Theranos, the multibillion-dollar biotech fraud startup headed by Elizabeth Holmes.  Bad Blood: Secrets and Lies in a Silicon Valley Startup